# Allison Balfour
Pour les articles homonymes, voir Balfour (homonymie).

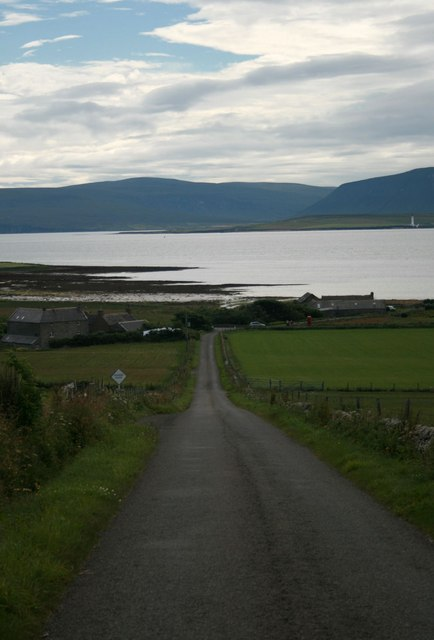
La route dIreland, sur l'île de Mainland, près de laquelle vécut Allison Balfour.

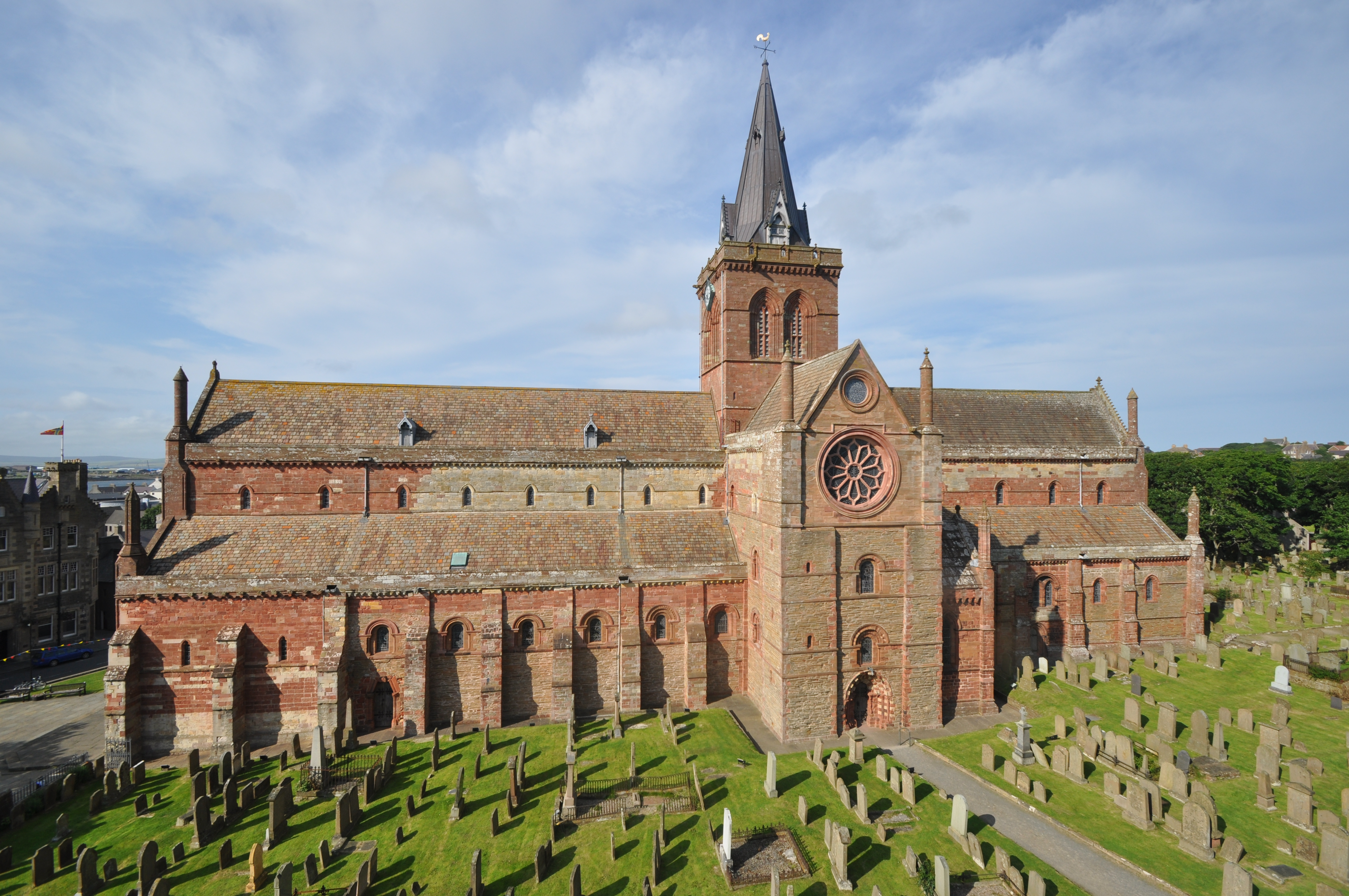
La cathédrale Saint-Magnus de Kirkwall, où la plupart des procès de sorcellerie ont lieu dans les Orcades.

Allison Balfour est une guérisseuse écossaise de l'île Mainland des Orcades, exécutée à Kirkwall le 16 décembre 1594 pour sorcellerie.

## Contexte
Les habitants des Orcades ont au XVIe siècle une longue tradition de croyance en diverses formes de magie, de sorcellerie et de créatures surnaturelles. Les pouvoirs magiques sont acceptés comme faisant partie du mode de vie en général et ne sont pas remis en question. La chasse aux sorcières en Écosse débute en 1550, et le parlement de Marie Stuart adopte en 1563 le Scottish Witchcraft Act, qui rend la pratique de la sorcellerie punissable de la peine capitale. 
À l'époque, les Orcades sont en théorie soumises à la loi norvégienne, mais l'archipel étant gouverné par des comtes écossais depuis 1468, il tombe en pratique sous leur compétence judiciaire.
Les informations disponibles sur des procès des sorcières dans les Orcades avant 1612 sont rares, ce qui fait d'Allison Balfour un des cas de sorcellerie les plus fréquemment cités en Écosse, selon l'historien Julian Goodare.

## Histoire

### Complot contre le comte
L'affaire commence quand le seigneur des Orcades, Patrick Stewart (en), 2e comte des Orcades, surnommé Black Patie, démantèle un supposé complot ourdi contre lui par ses frères cadets, et qu'est trouvé du poison entre les mains de Thomas Paplay, serviteur de son frère John Stewart. Après avoir été torturé pendant onze jours, le valet avoue et identifie Allison Balfour comme complice.
Allison vit dans le lieu-dit Ireland à Stenness (en), avec son conjoint Taillifeir et ses enfants. C'est une guérisseuse assez renommée, qu'auraient consultée les frères de Black Patie pour jeter à celui-ci un sort mortel. Une première tentative aurait déjà eu lieu en octobre 1593, sans que le comte ne s'en ressente.
Malgré la rétractation de Paplay juste avant son exécution, la famille Balfour est arrêtée et conduite à Kirkwall. Compte tenu de l'implication de la famille comtale, le procès se tient dans le château (en) — où l'on peut enfermer des prisonniers — et non pas comme à l'ordinaire dans la cathédrale Saint-Magnus. 
Allison est interrogée par Henry Colville de Orphir, un prêtre ami du comte.

### Torture

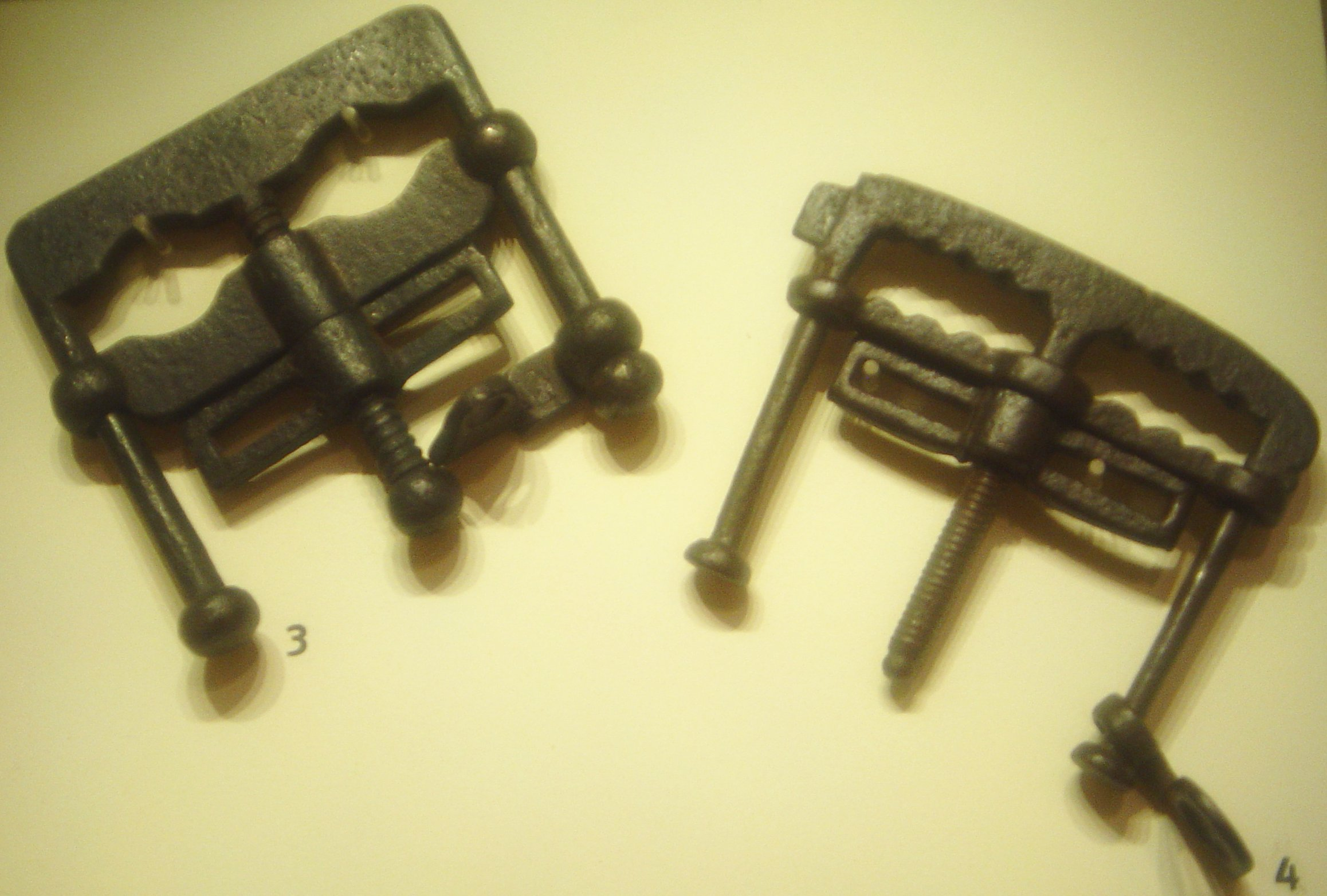
Écrase-pouces écossais (thumbscrews), Musée national d'Écosse.

Colville tente avant tout d'obtenir des éléments de preuve à charge contre John Stewart. Pendant quarante-huit heures, il la soumet à des supplices brutaux, alternant les rôles « d'interrogateur et de consolateur spirituel ».
Ses jambes sont enfermées dans un dispositif de fer qui peut être chauffé par un four jusqu'à ce que la chair de la victime brûle. Elle perd connaissance à plusieurs reprises, à chaque fois on la réveille pour reprendre la torture. 
N'obtenant pas d'aveux, Colville se tourne vers son mari, son fils, et sa fille de sept ans. Taillifeir est torturé devant elle avec un appareil métallique non décrit, possiblement des chaînes, ou encore un dispositif permettant d'exercer une pression de 320 kilogrammes sur le corps du supplicié. 
Les jambes de son fils sont enserrées dans une « botte de fer » à laquelle on applique cinquante-sept coups de marteaux, mutilant les chairs et les os.
Allison Balfour flanche quand Colville s'en prend à sa fille, lui broyant les doigts avec un système à vis. Elle cède et avoue, Colville lui assurant qu'elle ne serait pas exécutée.

### Épilogue
Malgré cette promesse Allison, reconnue coupable de complot pour meurtre par sorcellerie, est condamnée à être étranglée et brûlée. Le 16 décembre 1594, elle est emmenée à Gallow Ha' à Kirkwall. Juste avant l'exécution, on veut la contraindre à faire une déclaration de repentance devant la foule assemblée : elle clame son innocence et détaille les tortures menées contre elle et sa famille.
Le 24 juin 1596, John Stewart est trainé devant la cour de justice d'Édimbourg pour tentative d'assassinat contre son frère. Il fait valoir que la confession d'Allison Balfour ne peut être considérée, puisqu'elle a été obtenue sous la torture et que la malheureuse s'est rétractée. Le verdict des juges l'innocente.
Trois semaines après son acquittement, John Stewart à la tête de quelques hommes assassine Colville sur les îles Shetland. À l'issue du nouveau procès qui s'ensuit le 14 octobre 1596, deux de ses proches sont décapités mais lui-même est à nouveau acquitté,.